# NGC 5142
NGC 5142 је лентикуларна галаксија у сазвежђу Ловачки пси која се налази на NGC листи објеката дубоког неба.
Деклинација објекта је + 36° 23' 59" а ректасцензија 13h 25m 1,2s. Привидна величина (магнитуда) објекта NGC 5142 износи 13,2 а фотографска магнитуда 14,2. NGC 5142 је још познат и под ознакама UGC 8435, MCG 6-30-6, MK 452, KCPG 373B, CGCG 189-66, CGCG 190-7, KUG 1322+366A, PGC 46919.